# Retjytskі rajon
Retjytski Rajon (vitryska: Рэчыцкі Раён, ryska: Речицкий район) är ett distrikt i Belarus.   Det ligger i voblasten Homels voblast, i den sydöstra delen av landet, 250 km sydost om huvudstaden Minsk.